# Xirka Gieh Ir-Repubblika

Xirka Gieh Ir-Repubblika

De Xirka Gieh Ir-Repubblika (Voor het welzijn van Malta) is een kruising tussen een vereniging en een ridderorde. Het door extreemlinkse en nationalistische partijen gedomineerde Maltese parlement heeft de onderscheiding als een "Society of Honour" voor verdiensten voor Malta en de mensheid als geheel.
Het mocht geen ridderorde heten en de mensen die lid werden werden geen ridders maar "leden" en "ereleden". De versierselen herinneren sterk aan een ridderorde want het gaat om een grote op de borst te dragen zilveren ster, een grootlint met daaraan het kleinood en een knoopsgatversiering in de vorm van een rozet. Ook het Franse legioen van Eer was jarenlang een gezelschap en geen orde, hoezeer een dergelijk instituut ook op een orde lijkt.
De orde werd in het begin zeer spaarzaam toegekend. De regering van premier Dom Mintoff vond dat alleen Kim Il-sung, kolonel Moammar al-Qadhafi en de Chinese president Li Xiannan (regeerde 1983-1988) zoveel verdiensten voor de mensheid hebben getoond dat zij erelid van de Ghall-Gid tal-Maltin mochten worden.
Toen de conservatieve oppositie in 1990 de macht overnam werden voor het eerst Maltezers benoemd; er werden tot 2005 vijfenveertig benoemingen gedaan tegenover 150 benoemingen in de in 1990 ingestelde Orde van Verdienste. In 2005 weigerde Dom Mintoff een decoratie van zijn vroegere politieke tegenstrever, de conservatief Eddie Fenech Adami, nu president van Malta. De oude socialist was boos over het afsluiten van zijn kraan na ruzie over een waterrekening.
Elizabeth II van het Verenigd Koninkrijk, van 1952 tot 1974 Koningin van Malta, is sinds 2005 erelid.

## De versierselen
Het kleinood is een groot blauw geëmailleerd gouden medaillon met een witte ring waarop in gouden letters "GHALL GID TAL MALTIN" staat. In het medaillon is wachttorentje op een bolwerk afgebeeld. Rond het onderste deel van het medaillon is een groen geëmailleerde gouden lauwerkrans gehangen,
De verhoging is een afbeelding van de beroemde "Maltese falcon" zoals die door een boek en de film met Humphrey Bogart beroemd is geworden. De ster is rond en heeft stralen met een briljantpatroon. Op de ster is het kleinood, met valk, gelegd. Het lint is rood met een smalle witte streep langs de kant.